# 小玉理惠子
小玉理惠子（日语：／ Kodama Rieko，1963年5月—2022年5月9日），化名Phoenix Rie，是日本電子遊戲美工、總監、製作人。1984年，小玉理惠子在世嘉開展職業生涯，早期擔任《阿历克斯小子奇幻世界大冒险》和《夢幻之星》等街機和世嘉Master System遊戲的美術設計。夢幻之星系列成績顯著令她擔任系列第四作《夢幻之星IV 千年紀的終結》總監，後期她还以製作人一職創造七龍傳說系列和《永恆的阿卡迪亞》等作品。小玉被媒體稱作首批電子遊戲業界女性從業員，並曾獲頒遊戲開發者選擇獎先锋奖以表彰她對電子遊戲的貢獻。

## 早年生活
小玉理惠子1963年5月出生於日本神奈川縣橫須賀市，自幼熱愛《太空侵略者》和等街機遊戲。在高中時，她曾打算進入廣告設計一行，但後來又對埃及學感興趣。她猶豫不決要學習藝術還是考古學，結果沒能考上大學。最後小玉選擇了她最初的興趣，進入專門學校深造廣告設計。修讀時，她意識到自己更喜歡創造自己的作品，而非設計廣告去吹捧別人的作品，漸漸對平面設計產生興趣。小玉將電子遊戲視作蓬勃發展的新興產業，是挑戰自我、展現才華的機會，她因此投身於電子遊戲領域。

## 職業生涯

### 進入世嘉
小玉在專門學校修讀期間認識了任職於世嘉的學長，这成為她1984年進入世嘉的契機。她原打算在世嘉從事廣告設計，但在接觸遊戲開發部門後，認為遊戲設計有趣，便投身其中。小玉先是跟隨《小鳥妃奇》藝術設計川崎吉喜學習繪製精靈圖，在加入公司當年便負責了《冠軍拳擊》和《忍者公主》兩款街機遊戲的角色設計。1986年，她開始為家用遊戲機遊戲設計角色，首作是《阿历克斯小子奇幻世界大冒险》。因公司藝術設計師少，而每款遊戲開發時間又短，她有時需要在一年内為五至六款遊戲設計藝術，不時还受请求為其它項目繪製單個角色，包括《霸邪的封印》中一條龍和《黑瑪瑙》中一個敵人。除了遊戲設計之外，小玉曾任世嘉報章《Sega Players Enjoy Club》編輯。
因世嘉早期不允許員工在遊戲列出本名，所以員工都在開發名單以化名自稱。而小玉常用化名是Phoenix Rie，她曾在採訪中指該名取自漫畫《聖鬥士星矢》角色鳳凰座一輝。

### 夢幻之星
1980年代中期，艾尼克斯創造了角色扮演遊戲勇者鬥惡龍系列，廣受玩家歡迎。世嘉於是組建了一支團隊，打算打造一款角色扮演遊戲，小玉在當中擔任主藝術設計。團隊希望開發出有別於當時市場上流行的角色扮演遊戲，以女性作為故事主角。女主角阿莉莎和另一角色雙性人魯茲的藝術正由小玉設計。魯茲在遊戲後期可以變成男性或女性，小玉認為這個設計有趣，於是賦予魯茲中性外貌。此外，小玉還負責場景、戰鬥背景、部分其它角色的藝術設計。設計時，小玉參考了自己最喜歡的電影系列《星球大戰》。她仿效電影結合日本和西方文化的概念，將中世紀元素融合在科幻背景之中。
遊戲在1987年以《夢幻之星》為名發行。發行後備受好評，也取得商業成功，被視為角色扮演遊戲領域，乃至於整個行業的模範。小玉在之後繼續參與該系列續作開發，擔任1989年遊戲《夢幻之星II 不歸的終點》美工和1993年遊戲《夢幻之星IV 千年紀的終結》總監。後者被玩家譽為系列最佳。對於系列的第三作《夢幻之星III 時之繼承者》，小玉並無直接參與遊戲開發，但亦參與了規劃。此外，她監督了系列首兩作PlayStation 2重製版和系列合集的開發。

### 擔綱製作
在《夢幻之星》發行後，小玉仍舊擔任包括《七星魔法使》等八部世嘉遊戲的藝術設計，最後以藝術設計的身份參與的一作是1992年的《刺猬索尼克2》。因《夢幻之星IV》口碑不俗，小玉在1995年擔任以同名漫畫改編的遊戲《魔法騎士》的總監，不止負責遊戲製作部分，還參與了遊戲行銷。她將此視為寶貴的學習經驗，並在之後轉任製作人。
小玉以製作人身份參與開發的首作是《深海驚魂》。世嘉後計畫為旗下家用遊戲機土星發行一款名為《永恆的阿卡迪亞》的3D角色扮演遊戲，由小玉擔綱製作。遊戲因内容過多導致土星無法執行，而轉至世嘉當時最新的主機Dreamcast之上。在2000年發行後，遊戲獲得廣泛好評，甚至被指超越同年由史克威爾發行的角色扮演遊戲《最終幻想IX》。2000年代中期，她以製作人一職負責一系列教育遊戲的開發。小玉參與的最後一個系列為七龍傳說系列，系列2009年至2015年的四作皆由她任製作人。2018年起小玉執掌任天堂Switch世嘉經典遊戲復刻計畫「Sega Ages」，擔任首席製作人和總監。

## 逝世
2022年10月27日，復刻專用遊戲機Mega Drive Mini 2發行。《懷舊玩家》的尼克·索普發現遊戲機的製作人員名單中顯示「In memory of Rieko Kodama」（中譯：悼念小玉理惠子）一句訊息。一位玩家在Twitter發推文，向負責世嘉迷你主機的製作人奧成洋輔詢問小玉是否已經離世，得到「As you understand it. We respected her.」（中譯：正如你所理解般。我們向她致敬。）的回答。電子遊戲媒體IGN和《Fami通》也向世嘉求證，最終證實小玉於同年的5月9日離世，但因為隱私關係，而未透露其它細節。小玉理惠子死後法名為「創夢惠音信女」。

## 評價與獲獎
身為遊戲業界早期女性開發者，小玉頗負盛名。電子遊戲網站The Next Level在採訪時指她是「首批女性電子遊戲藝術家」，月刊《任天堂力量》給她冠以「RPG第一夫人」之名，在之後不少媒體都以該稱謂稱呼她。因為她的名聲，在採訪中她經常被問及關於女性在電子遊戲中的角色。2019年遊戲開發者大會的年度頒獎典禮上，小玉獲頒2018年遊戲開發者選擇獎先鋒獎，以表彰她對電子遊戲的貢獻。遊戲開發者大會總經理凱蒂·斯特恩指小玉花了數十年時間開發不少世嘉經典遊戲，為玩家帶來無限歡樂，該獎是她應得的。

## 遊戲參與

### 美工
| 年份   | 遊戲                           | 平台                    | 參考  |
| ------ | ------------------------------ | ----------------------- | ----- |
| 1984年 | 《冠軍拳擊》                   | 街機                    | [ 6 ] |
| 1985年 | 《忍者公主》                   | 街機                    | [ 2 ] |
| 1986年 | 《阿历克斯小子奇幻世界大冒险》 | 世嘉Master System       | [ 6 ] |
| 1987年 | 《黑瑪瑙》                     | SG-1000                 | [ 2 ] |
| 1987年 | 《星战四人组》                 | 街機、世嘉Master System | [ 1 ] |
| 1987年 | 《赤光彈茲裏安》               | 世嘉Master System       | [ 6 ] |
| 1987年 | 《幻想空間II》                 | 世嘉Master System       | [ 6 ] |
| 1987年 | 《霸邪的封印》                 | 世嘉Master System       | [ 6 ] |
| 1987年 | 《夢幻之星》                   | 世嘉Master System       | [ 6 ] |
| 1988年 | 《尋星記》                     | 世嘉Master System       | [ 6 ] |
| 1988年 | 《孔雀王》                     | 世嘉Master System       | [ 2 ] |
| 1988年 | 《獸王記》                     | Mega Drive              | [ 6 ] |
| 1989年 | 《阿历克斯小子 魔法城堡》      | Mega Drive              | [ 2 ] |
| 1989年 | 《夢幻之星II 不歸的終點》      | Mega Drive              | [ 6 ] |
| 1989年 | 《孔雀王2》                    | Mega Drive              | [ 2 ] |
| 1990年 | 《七星魔法使》                 | Mega Drive              | [ 2 ] |
| 1990年 | 《影舞者》                     | Mega Drive              | [ 6 ] |
| 1991年 | 《刺猬索尼克》                 | Mega Drive              | [ 6 ] |
| 1992年 | 《刺猬索尼克2》                | Mega Drive              | [ 2 ] |

### 總監
| 年份   | 遊戲                        | 平台         | 參考   |
| ------ | --------------------------- | ------------ | ------ |
| 1993年 | 《夢幻之星IV 千年紀的終結》 | Mega Drive   | [ 6 ]  |
| 1995年 | 《魔法騎士》                | 世嘉土星     | [ 1 ]  |
| 2018年 | 「Sega Ages」               | 任天堂Switch | [ 18 ] |

### 製作人
| 年份   | 遊戲                         | 平台                           | 參考   |
| ------ | ---------------------------- | ------------------------------ | ------ |
| 1998年 | 《深海驚魂》                 | 世嘉土星                       | [ 10 ] |
| 2000年 | 《永恒的阿卡迪亚》           | Dreamcast                      | [ 12 ] |
| 2002年 | 《永恆的阿卡迪亞傳說》       | GameCube                       | [ 12 ] |
| 2005年 | 《獸王記》                   | PlayStation 2                  | [ 2 ]  |
| 2006年 | 《脑力训练》                 | 任天堂DS、PlayStation Portable | [ 2 ]  |
| 2006年 | 《脑内快感 轻松体验》        | PlayStation Portable           | [ 23 ] |
| 2006年 | 《脑内快感2 全民轻松体验》   | PlayStation Portable           | [ 23 ] |
| 2007年 | 《齊藤孝的三色原子筆名作塾》 | 任天堂DS                       | [ 23 ] |
| 2009年 | 《七龍傳說》                 | 任天堂DS                       | [ 1 ]  |
| 2011年 | 《七龍傳說2020》             | PlayStation Portable           | [ 15 ] |
| 2013年 | 《七龍傳說2020-II》          | PlayStation Portable           | [ 16 ] |
| 2015年 | 《七龍傳說III 代號：VFD》    | 任天堂3DS                      | [ 17 ] |
| 2018年 | 「Sega Ages」                | 任天堂Switch                   | [ 18 ] |

## 備注
1. ↑  《任天堂力量》指小玉在5月25日出生[1]，Sega-16則指小玉在1963年5月23日出生[2]。